# John W. Ingram
John W. Ingram (* 6. April 1929 in Cleveland; † 27. Januar 2008 in der Tampa Bay Area) war ein US-amerikanischer Behördenleiter und Unternehmensvorstand, der von 1971 bis 1974 die Bundesbehörde Federal Railroad Administration führte und anschließend den Vorstandsvorsitz der Chicago, Rock Island and Pacific Railroad hatte. 

## Herkunft, Ausbildung
John W. Ingram wuchs auf Long Island auf. Nach seiner Schullaufbahn begann er ein Studium des Chemieingenieurwesens am Pratt Institute, das er über eine Teilzeitstelle bei der Long Island Rail Road finanzierte. Um 1950 wechselte Ingram jedoch an die Syracuse University, wo er 1952 einen Bachelor-Abschluss in Betriebswirtschaftslehre erwarb. Nach seinem Wehrdienst beim United States Army Signal Corps studierte er Verkehrswirtschaftslehre an der Columbia University, wo er 1955 den Masterabschluss erlangte. 1956 heirateten Ingram und Helen Hammond Gordon. Die Ehe wurde vor 1971 wieder geschieden.

## Marketing im Schienengüterverkehr
Nach seinem Studium war Ingram für die New York Central Railroad (NYC) in der Datenanalyse und im Marketing für den Güterverkehr tätig. Ende der 1950er-Jahre besetzte Ingram für den NYC-Präsidenten Alfred E. Perlman eine Stelle namens director of profit analysis. 1961 wechselte Ingram auf eine ähnliche Position bei der Southern Railway. Dort war er in den folgenden Jahren unter anderem federführend an der Durchsetzung niedrigerer Frachtraten beteiligt. Die Southern hatte 1960 erstmals Selbstentladewagen mit Behältern aus Aluminium beschafft, deren Konstruktion eine Zuladung von über 100 t erlaubte. Gegenüber der bisher üblichen Praxis, Getreide in gedeckten Güterwagen mit einer Ladekapazität von rund 40 t zu befördern, ergaben sich damit massive Kosteneinsparungen, die die Southern als Wettbewerbsvorteil an ihre Kunden weitergeben wollte. Da ihr dies von der Interstate Commerce Commission untersagt wurde, beschritt die Southern den Rechtsweg bis zum Obersten Gerichtshof, der ihr Recht gab.
1966 verließ Ingram die Southern, um eine leitende Position in der Marketingabteilung der Illinois Central Railroad (IC) zu übernehmen. 1969 wurde er dort als Vice President Marketing Mitglied des Vorstands. Er vertrat unter anderem die Einführung des Rent-a-train-Konzepts, mit dem Getreidehändlern Ganzzüge zu einem jährlichen Pauschalpreis für beliebig viele Fahrten im IC-Streckennetz zur Verfügung gestellt wurden. Die IC versprach sich davon eine Reduzierung saisonaler Lastspitzen, während die Auftraggeber bis zu zwei Drittel der bisherigen Kosten einsparen konnten.

## Federal Railroad Administration
Am 14. April 1971 wurde Ingram von Richard Nixon für die Leitung der Bundesbehörde Federal Railroad Administration (FRA) nominiert und am 30. September 1971 durch den Senat bestätigt. Der Posten war vakant geworden, da der bisherige Leiter Reginald Whitman am 10. Juli 1970 zurückgetreten war, um die Führung der Missouri-Kansas-Texas Railroad zu übernehmen.
Während seiner Tätigkeit für die FRA war Ingram unter anderem mit den zahlreichen defizitären Bahngesellschaften im Nordosten und Mittleren Westen der Vereinigten Staaten konfrontiert. Es war absehbar, dass das bisherige Angebot dort nicht oder nur mit staatlicher Unterstützung aufrechterhalten werden konnte. Ingram vertrat öffentlich die Position, dass im Nordosten 25 % der Bahnstrecken stillgelegt werden könnten, ohne mehr als 4 % des Transportaufkommens zu verlieren. Ingrams FRA-interner Führungsstil galt als konfrontativ und der Umgang mit ihm als schwierig.

## Rock Island
Mit Wirkung zum 30. Oktober 1974 trat Ingram seinerseits von der Führung der FRA zurück, da ihm die Leitung der Chicago, Rock Island and Pacific Railroad angeboten wurde. Diese Bahngesellschaft befand sich in wirtschaftlich schwieriger Lage und erwartete seit mehr als zehn Jahren die Genehmigung der Interstate Commerce Commission (ICC), sich mit der größeren Union Pacific Railroad zusammenschließen zu dürfen. Ingram wurde die Führung des Unternehmens auf Vermittlung von John W. Barriger III unter anderem angeboten, weil sich der Aufsichtsrat der Rock Island erhoffte, dass Ingrams Erfahrungen bei der FRA vorteilhaft bei der angestrebten Fusion und der Bewilligung staatlicher Finanzhilfen sein könnten.
Ingram nahm seine Tätigkeit für die Rock Island am 1. November 1974 auf. Am 8. November erteilte die ICC der UP unter Berücksichtigung verschiedener Auflagen die Zustimmung zur Übernahme der Rock Island. Nachdem sich die UP daraufhin Zeit zur Überarbeitung ihres Angebots erbat und die finanziellen Ergebnisse der Rock Island zunehmend schlechter wurden, sah sich das Unternehmen unter Ingrams Leitung gezwungen, am 17. März 1975 Insolvenz anzumelden. Der Betrieb wurde unter Aufsicht des gerichtlich bestellten Insolvenzverwalters William M. Gibbons fortgeführt, doch die UP zog im August 1975 ihr Übernahmeangebot endgültig zurück.
Unter Ingrams Regie überarbeitete die Rock Island ihren Außenauftritt unter anderem mit einem neuen Logo und einem neuen hellblau-weißen Farbschema. Zugleich wurden der Vertrieb verstärkt und über Jahre zurückgestellte Instandsetzungs- und Modernisierungsschritte unternommen. Dazu bei der United States Railway Association (USRA) beantragte Kredite wurden der Rock Island jedoch nur teilweise bewilligt; vor allem ein Großkredit Anfang 1975 jedoch abgelehnt. Die Behörde hegte Zweifel, ob die Bahngesellschaft zur Rückzahlung fähig sein werde. Ingrams Kontakte bei der FRA, die mit der USRA zusammenarbeitete, waren keine Hilfe.
In den nächsten vier Jahren verbesserte sich die wirtschaftliche Situation der Rock Island nicht in ausreichendem Umfang. Ein Ende August 1979 begonnener Streik zweier Gewerkschaften führte zu einer mehrwöchigen Betriebseinstellung, ehe die ICC die Kansas City Terminal Railway (KCT) mit einem Notbetrieb auf dem Rock-Island-Streckennetz beauftragte. Das Insolvenzgericht wies daraufhin Insolvenzverwalter Gibbons im Oktober 1979 an, die Führungskräfte des Unternehmens zu entlassen. Ingram verließ die Rock Island im November.

## Florida
Ingram war ab 1980 als Unternehmensberater tätig und verlegte seinen Wohnsitz Anfang der 1980er-Jahre aus dem Großraum Chicago nach Palm Harbor. Er verstarb am 27. Januar 2008 in einem Krankenhaus in der Tampa Bay Area.